# Вечният болен
„Вечният болен“, преведен на български и като „Хронично болният“ (на английски: The Adventure of the Resident Patient) е разказ на писателя Артър Конан Дойл за известния детектив Шерлок Холмс. За първи път е публикуван през 1893 г. в списание „Странд“ (The Strand Magazine). Включен е в книгата „Мемоарите на Шерлок Холмс“, публикувана през 1894 година.

## Сюжет
Внимание:  Текстът по-долу разкрива сюжета на произведението (или части от него)!
След разходка, Холмс и Уотсън намират в апартамента си на „Бейкър стрийт“ младия психиатър Пърси Тревелян, който е решил да се обърне към детектива за помощ и съвет при разрешаването на странен случай. Преди известно време към д-р Тревелян се е обърнал г-н Блесингтън с предложение да подпомогне кариерата на младия и надежден доктор. Блесингтън е осигурил къща и прислуга, и е поел всички разходи, за да може Тревелян да започне успешна частна практика. Самият Блесингтън също живее в къщата, като официално е обявено, че е хронично болен и се нуждае от постоянно лекарско наблюдение.
Една вечер за преглед при Тревелян се записва стар руски благородник, който идва придружен от сина си. Той твърди, че е болен от рядко заболяване – каталептични припадъци. При прегледа той получава криза и лекарят излиза за лекарства, но когато се връща обратно, открива, че пациентът и придружителят му са си тръгнали. Следващата вечер странната двойка идва отново с правдоподобно извинение за внезапното си тръгване предишния път, след което Тревелян преглежда стареца и му изписва лекарства, а синът изчаква в приемната. По-късно вечерта при лекаря идва ужасно изплашеният Блесингтън, който крещи, че някой е бил в стаята му. По оставените стъпки предполагат, че това е синът на руския благородник.
Холмс и Уотсън отиват до къщата, където живеят Тревелян и Блесингтън. Там ги посреща с пистолет уплашеният Блесингтън. Въпреки подканата на Холмс да не скрива истината, Блесингтън твърди, че се страхува само за парите, които държи в стаята си и отказва да сподели повече. След срещата Холмс отбелязва, че Блесингтън крие нещо, а двамата посетители са твърде съмнителни, тъй като симптомите на болестта могат лесно да се имитират, а за посещението явно е избрано време, когато обичайно няма други пациенти.
На следващата сутрин Блесингтън е открит обесен при странни обстоятелства. Полицията смята, че е било самоубийство, но след старателен оглед на апартамента, Холмс заключава, че това е убийство, извършено от двамата необичайни посетители и техен съучастник.
След като Холмс изследва полицейските архиви, обяснява на разследващия инспектор Ленър, че престъплението е било с цел отмъщение. Преди 12 години, банда от петима престъпници, сред които и Блесингтън, е обрала банка. След тяхното залавяне Блесингтън, за да избегне наказание, свидетелства срещу останалите членове на бандата, при което единият е обесен, а останалите трима получават по 15 години затвор. След освобождаването си, те решават да отмъстят на предателя. Тримата престъпници не са заловени и полицията впоследствие решава, че са загинали при корабокрушение.

## Екранизации
През 1985 г. разказът е екранизиран в епизода „Вечният болен“ с участието на Джеръми Брет в ролята на Холмс и Дейвид Бърк в ролята на Уотсън. В този епизод има част, в която Уотсън се опитва да приложи дедуктивния метод на Холмс, за да открие неговото състояние – не твърде успешно. Сцената е подобна на тази в хумористичния разказ „Как Уотсън се учи на трикове“.